# 란섬
란섬(태국어: เกาะ ล้าน, 발음 [kɔʔ LAN])의 태국 동부 해안에 위치한 섬 중 하나이다. 란섬은 가장 가까운 해안인 파타야에서 7.5km 떨어져 있다. "Ko Lan"은 태국 왕실 일반표기법에 의한 섬 이름이다. 그 외에도 Koh Larn 또는 Ko Laan이라고 표기하기도 한다.

## 지리
란섬은 길이는 4km, 너비는 2km이며, 5,457,600 km2의 면적을 가지고 있다. 란섬은 방콕만 남동쪽 끝에, 타이만 동쪽에 자리잡고 있는 파타야에서 남쪽 근해의 가장 가까운 섬들 중 최대 규모를 가지고 있다. 행정구역상으로는 촌부리주 방라뭉군에 속한다.
란섬은 옅은 열대우림으로 덮인 언덕 섬이다. 불교 사원은 해발 180m의 가장 높은 지점에 위치해 있다. 섬에는 반꼬란(Ban Ko Lan)과 반끄록막한(Ban Krok Makhan)이라는 두 개의 작은 마을이 있으며 숙박 시설과 레스토랑이 있다. 란섬과 본토를 연결하는 페리가 운행한다.
란섬의 8개 해변 대부분은 서쪽에 있다. 가장 많이 방문하는 곳은 작은 항구가 있는 타와엔 해변(Tawaen Beach)이다. 이 해변에는 작은 관광 상점과 레스토랑이 줄지어 있다. 다른 해변으로는 통글랑 해변(Tonglang Beach), 티엔 해변(Tien Beach), 사마에 해변(Samae Beach)과 나온 해변(Naon Beach)이 있다.
란섬에는 1,567개의 리조트 객실을 갖춘 호텔과 2개의 부두가 있다.

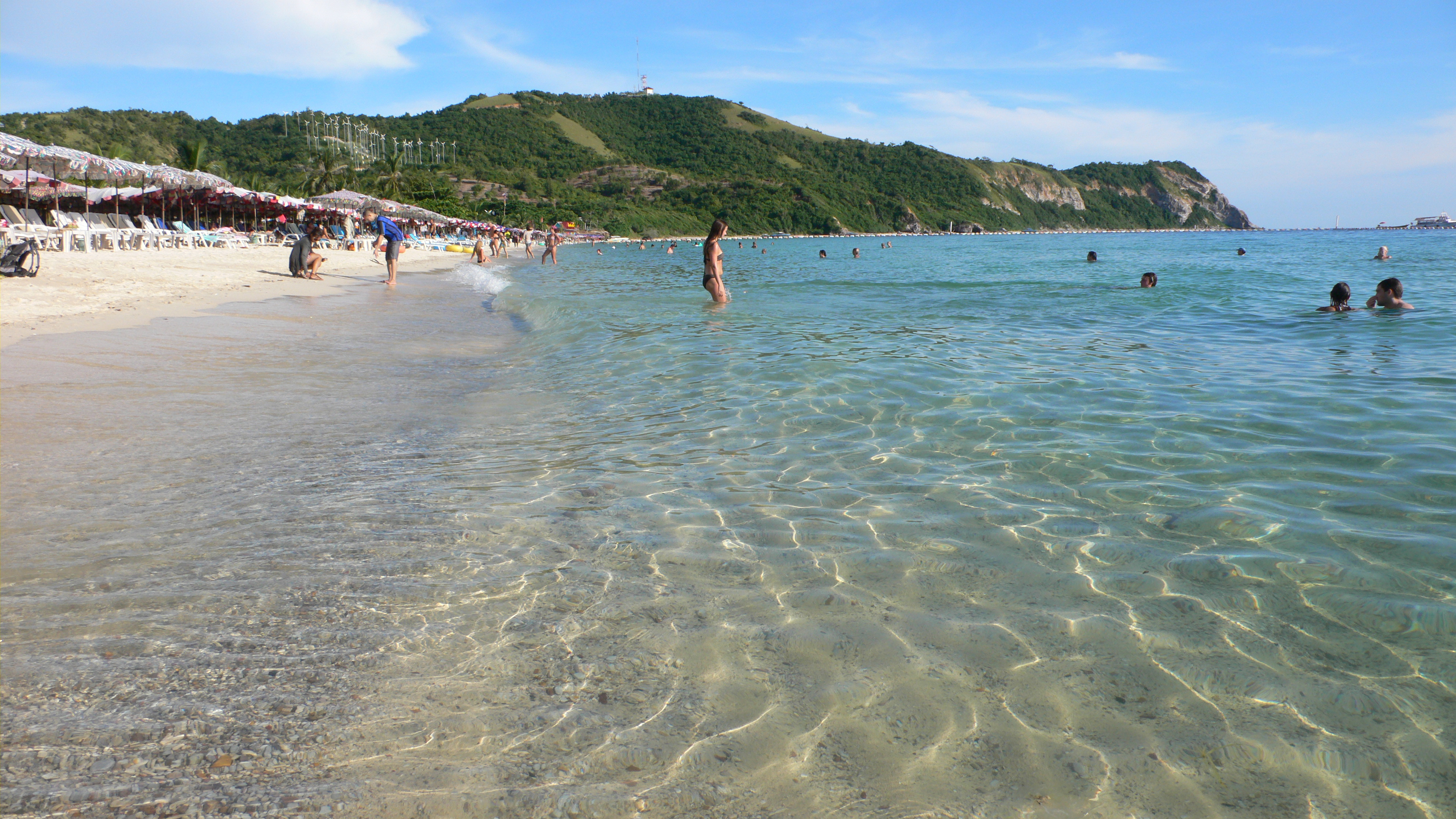
란섬의 해변
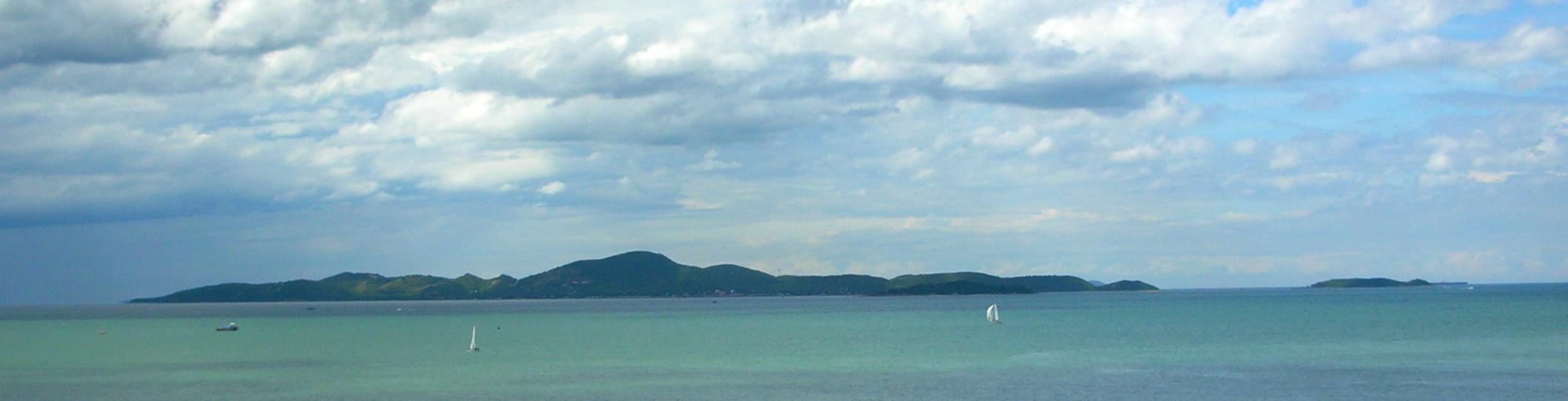
동쪽에서 본 란섬
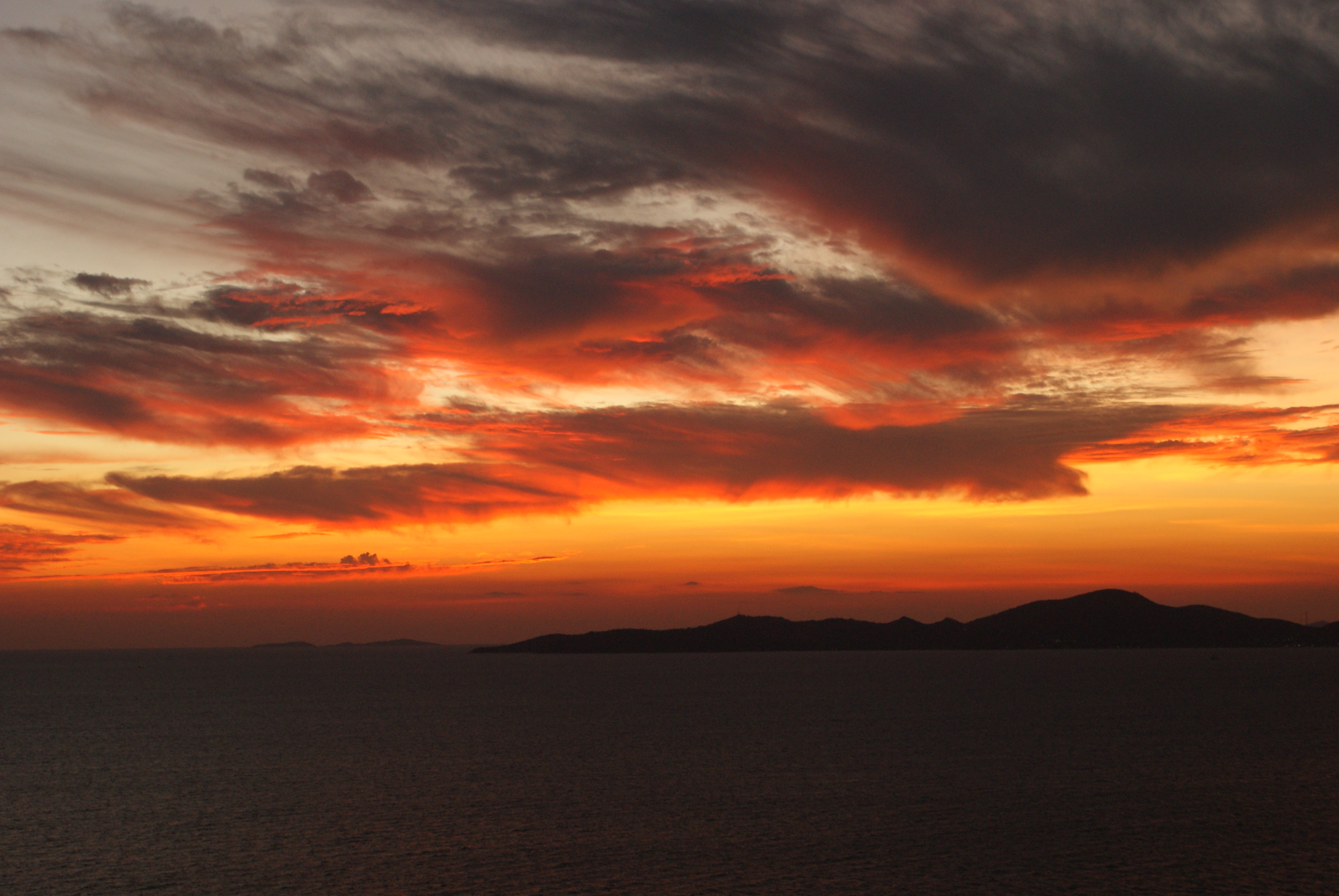
란섬의 일몰
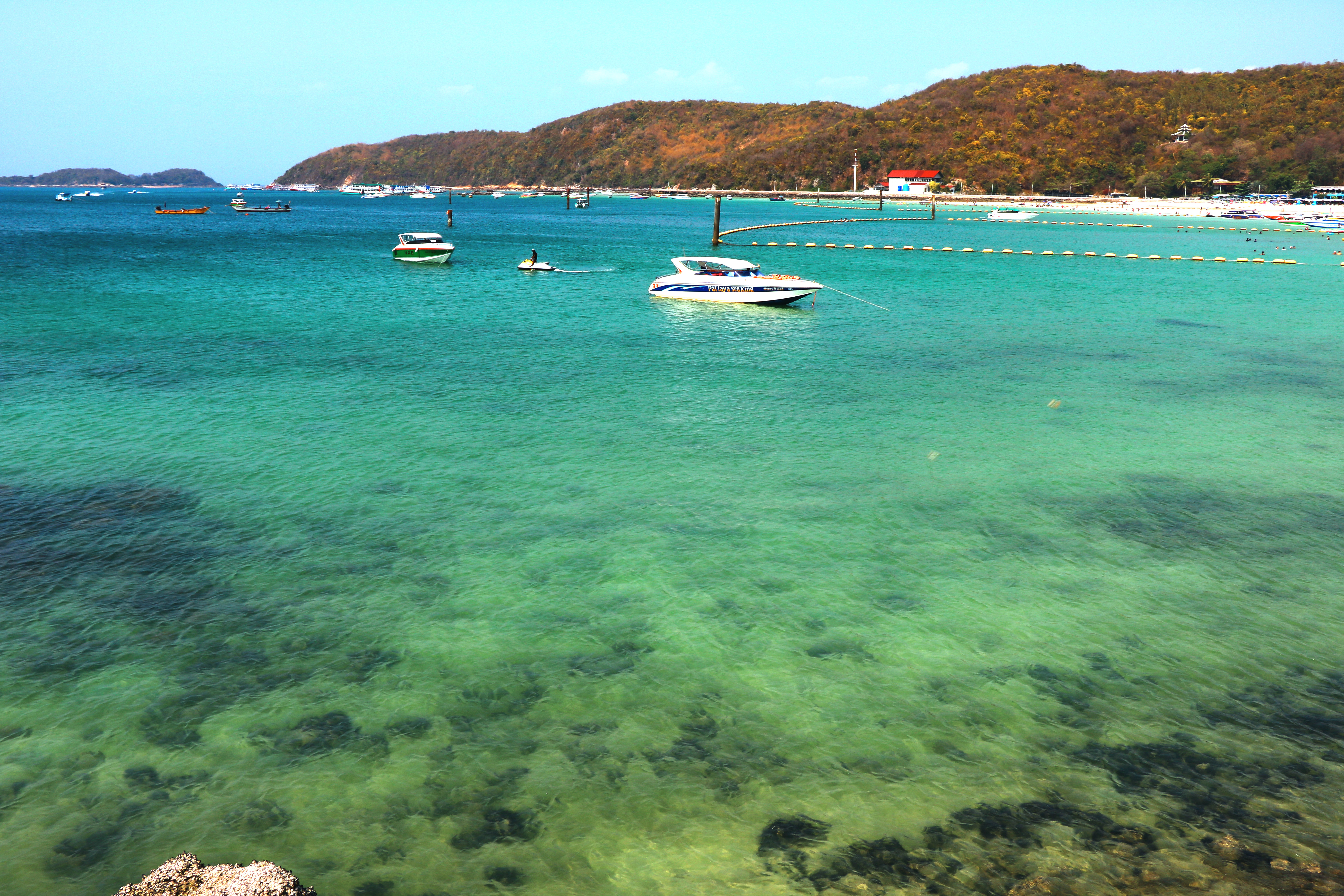
타와엔 해변

코란 클래식(Koh Larn Classic)은 파타야의 로얄 바루나 요트 클럽(Royal Varuna Yacht Club)에서 개최되는 세일링 및 달리기 경주 이벤트이다.

## 주변 섬
두 개의 작은 섬이 란섬 근처에 있다.
- 삭섬 (Ko Sak, เกาะ สาก), 북쪽을 향해 작은 베이의 개방과 모양의 섬 "C"좁은. 란섬의 북쪽 끝에서 0.6km 떨어져 있다. 가장 높은 지점은 33m이다. 북쪽에 말굽 모양의 해변이 있다. 숙박이 가능하다.

- 크록섬 (Ko Krok, เกาะ ครก)은 란섬의 북동쪽 해안에서 동쪽으로 2km 떨어진 개인 섬이다. 가장 높은 지점은 41m이다.

무코파이(Mu Ko Phai, หมู่เกาะไผ่)의 주요 섬인 파이섬(Ko Phai)은 파타야 해변에서 약간 떨어진 란섬에서 서쪽으로 14km 떨어져 있다.

## 관광
비수기에는 란섬이 하루에 약 3,000명의 방문자를 유치한다. 성수기에는 매일 2만 명이 방문하고 있다. 관광객들로 인해 매일 약 2백만 바트의 수익이 창출되고 있다. 최대 일일 방문자수는 6,410명이다. 섬에는 또한 최대 8,000명의 영구 거주자와 근로자가 있다. 방문객과 섬 주민들은 하루에 약 50톤의 고형 폐기물을 생산하는데, 대부분 음식과 플라스틱 용기, 거품 및 유리병에서 나오는 폐기물이지만 파타야시 당국은 하루에 20-25톤 만 제거할 수 있다. 파타야 시에는 자체 매립지가 없다. 폐기물과 란섬의 모든 폐기물을 인근 사라부리 지역으로 운송한다. 란섬에 남아있는 매일 10톤의 쓰레기는 섬 중심부의 12 라이 크기의 매립장에 쌓이고 있다. 섬에는 5만톤 이상의 쓰레기가 쌓여 있다. 2016년까지 쓰레기 재활용 및 분리 공장을 건설할 계획이 있었지만, 아직 실행되지는 못했다.